# Гаклберрі-Рідж

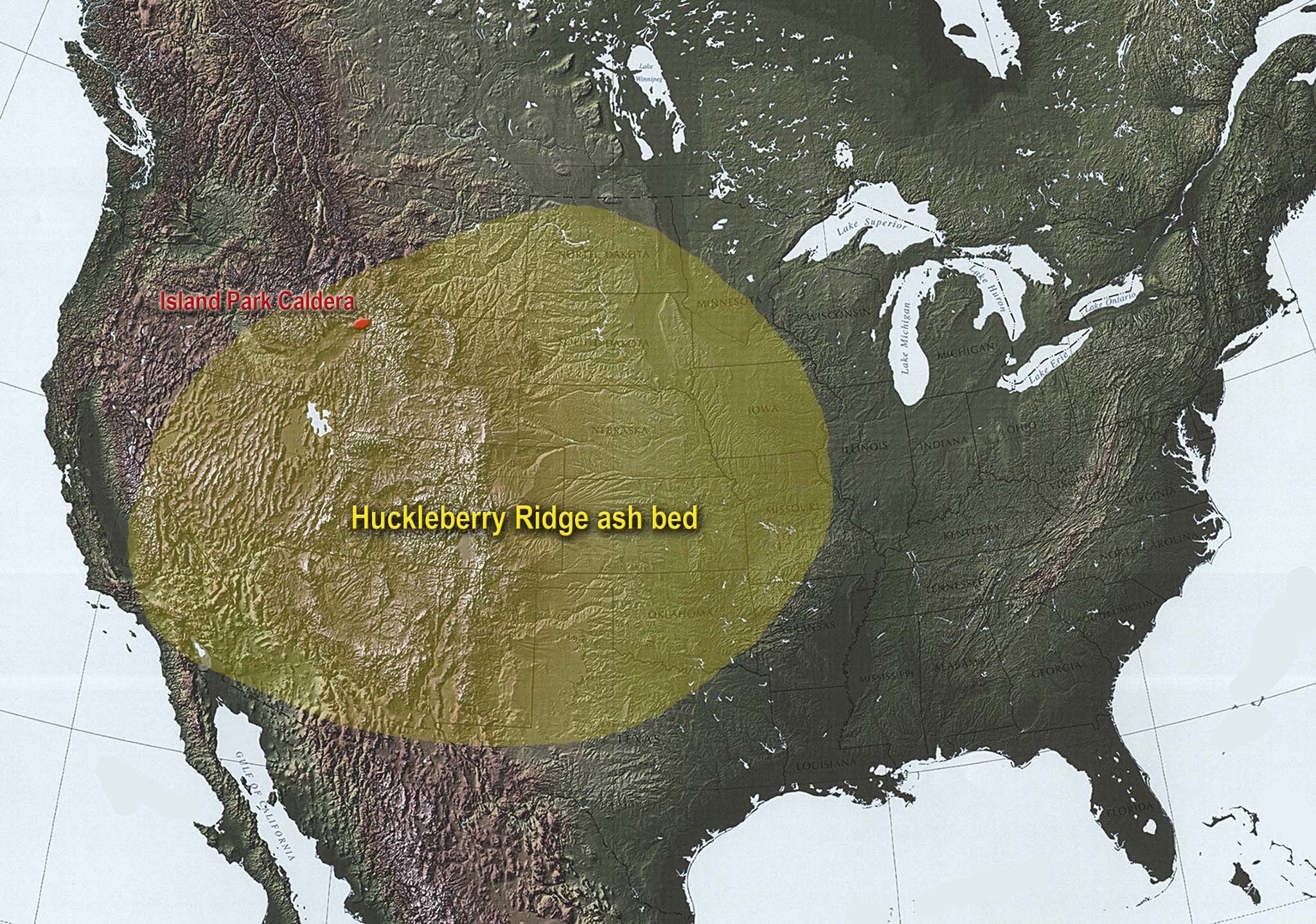
попільний шар Гаклберрі-Рідж

Гаклберрі-Рідж (англ. Huckleberry Ridge Tuff) —  туфова формація, сформована в результаті виверження кальдери Айленд-Парк, яка частково розташована в Єллоустоунському національному парку, штат Вайомінг, і простягається на захід, в штат Айдахо, в регіон, який називається Айленд-Парк. Виверження відбулося 2.1 млн років тому, об'єм викинутого матеріалу склав приблизно 2450-2500 км ³ (VEI = 8), що зробило його найбільшим відомим виверженням в історії Єллоустоунської гарячої точки. Це виверження, зване також виверженням Гаклберрі-Рідж (відповідно до назви туфових відкладень), є третім з останніх великих кальдероутворюючих вивержень Єллоустоунської гарячої точки. За ним відбулись виверження Меса-Фоллс та Лава-Крік.